# Peace & Love (Charlie Charles, Sfera Ebbasta e Ghali)
Peace & Love è un singolo del produttore discografico italiano Charlie Charles e dei rapper italiani Sfera Ebbasta e Ghali, pubblicato il 4 maggio 2018.

## Tracce
Testi di Gionata Boschetti e Ghali Amdouni, musiche di Paolo Alberto Monachetti.
1. Peace & Love – 3:02

## Classifiche

### Classifiche settimanali
| Classifica (2018) | Posizione massima |
| ----------------- | ----------------- |
| Italia            | 1                 |

### Classifiche di fine anno
| Classifica (2018) | Posizione |
| ----------------- | --------- |
| Italia            | 21        |